# Улица Брагина (Тверь)
Улица Брагина — улица в Центральном районе Твери. Находится в исторической части города Затьмачье. Проходит от Тверской площади по Беляковского переулка.

## Расположение
Улица Брагина начинается от Тверской площади и государственного цирка, продолжается в юго-западном направлении. Пересекает Тьмаку, улицы Ефимова и Дмитрия Донского, переулок Трудолюбия и упирается в Беляковский переулок.
Общая протяжённость улицы Брагина составляет более 1 км.

## История
Улица Брагина появилась во время регулярной планировки района Затьмачье в 1770-х годах. Изначально называлась Горской улицей или из-за того, что была путём Горскую слободу или по аналогии с различными Горками. В середине XIX века улица стала называться Второй Покровской по Покровскому храму.
Застраивалась одно- и двухэтажными деревянными, а позднее также каменными домами. В 1919 году была переименована в улицу Возмездия.
В 1969 году по улице пустили троллейбус № 2, в 1972 году — № 4, в 1977 году — № 6. В 1972 году по всей улице от конца до был пущен автобус № 7. С период по конец 1990-х по 2006 год был построен дом № 6а.
В 2005 году был снесён дом № 2, а в 2006-м — дома № 16 и 18, на их месте строятся коттеджи. В 2007 году снесены дома № 38 и 40, в 2008 году — дом № 20.

## Здания и сооружения
Здания и сооружения улицы, являющиеся объектами культурного наследия:
- Дом 3 — Усадьба Колобовой.
- Дом 10 — Городская усадьба.
- Дом 12 — Дом Максимова.
- Дома 26, 45 — памятники архитектуры с названием «дом жилой».
- Дом 37 — Дом Д. Н. Сазонова.